# 王诚汉
王诚汉（1917年12月—2009年11月20日），湖北红安人，中国人民解放军上将，曾任军事科学院政治委员。
1930年12月，王诚汉13岁加入中国工农红军红四方面军，15岁当班长，16岁当排长并加入中国共产党。17岁于红二十五军任连长，与徐海东、程子华一起突出重围进入陕北。19岁被提升为红三十军262团团长，八路军留守兵团营长。抗日战争时期，任抗大总校队长兼军事教员，华北野战军一纵队团长兼政治委员。
1944年9月，任河南豫西抗日先遣支队35团团长，创建河南抗日根据地。随后参加了中原突围和孟良崮战役。1948年2月任181师师长，参加了临汾战役、晋中战役、太原战役、攻占西安、咸阳阻击战和进攻西南等战役。中华人民共和国成立后，历任中国人民志愿军师长、副军长、军长，西藏军区副司令员，成都军区司令员，军事科学院政治委员。1955年被授予少将军衔。曾获二级八一勋章、二级独立自由勋章、一级解放勋章。
1988年被授予中国人民解放军上将军衔。1987年，被选为中共中央顾问委员会委员，次年退休。